# 克雷福德調焦器

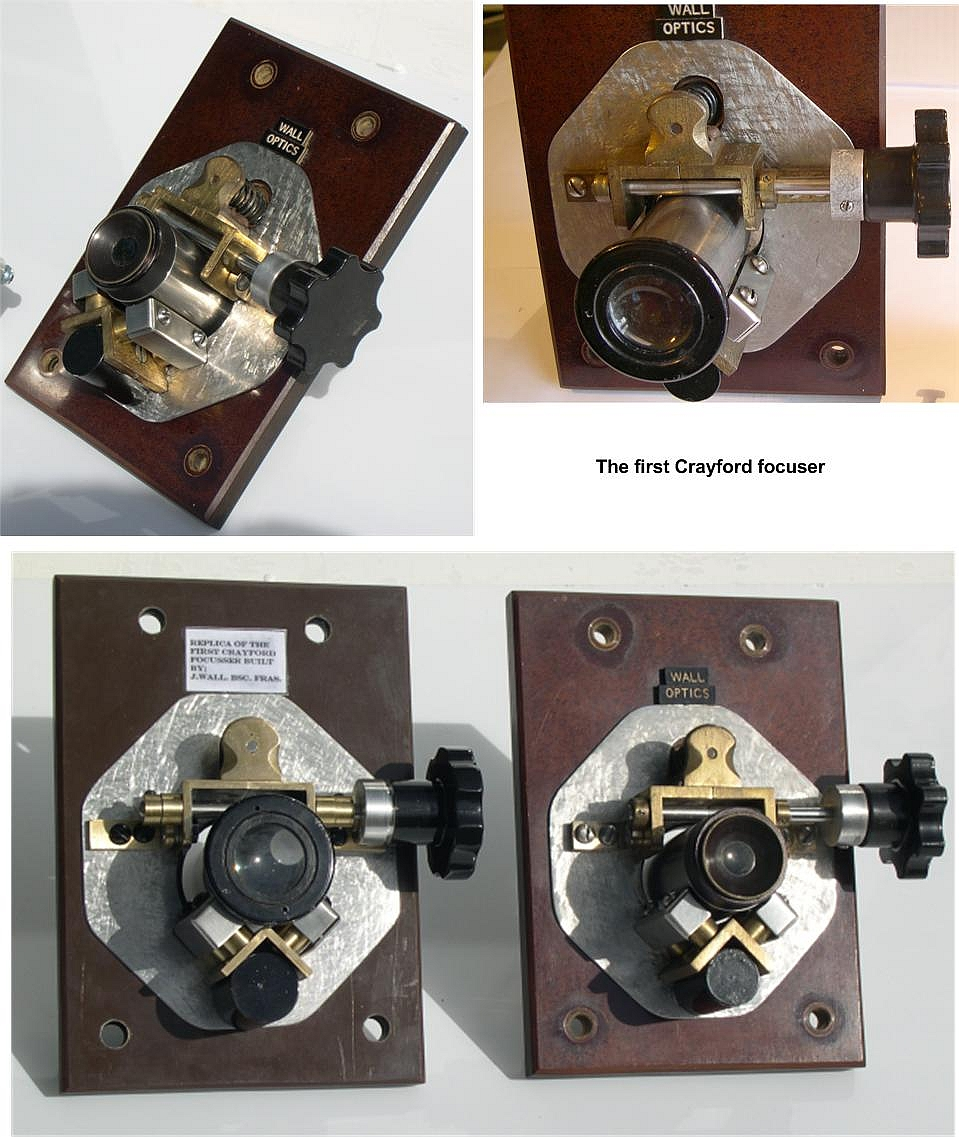
第一臺克雷福德調焦器（1968年）。

克雷福德調焦器是業餘天文學望遠鏡的簡易調焦機械裝置。它被認為優於齒輪齒條式調焦器，後者通常是用於此類設備的入門級機械。克雷福德調焦器沒有齒輪和齒條，而是有一個光滑的彈簧軸，將調焦管固定在四個相對的軸承表面上，並控制其運動。它是英格蘭倫敦克雷福德的克雷福德莊園天文學會成員，約翰·沃爾發明的。這個調焦器的原型就在那裡展出，因此以學會所在地命名為克雷福德調焦器。
克雷福德調焦器最初是向克雷福德莊園天文學會展示，然後發表與描述在《英國天文協會雜誌》（1971年2月）、《模型工程師》雜誌（1972年5月）（有完整的製造計畫）、和《天空與望遠鏡》雜誌（1972年9月）。約翰·沃爾决定不為這個想法申請專利，實際上是將其捐贈給了業餘天文界。
克雷福德調焦器開始在業餘望遠鏡製造者中流行，因為它易於製造，不需要任何高精度加工，沒有齒輪傾斜或背隙，因此可以提供精確的調焦。隨著商業克雷福德調焦器的商業化，雖然相對便宜，但事實證明，它優於大多數齒輪齒條裝置。它成為許多業餘望遠鏡默認的調焦設備，剛好在入門級以上，甚至更好。它由專門從事業餘望遠鏡用品的公司以各種設計製造，具有雙速調焦器和電動或機器人調焦介面等功能。

## 概念
克雷福德調焦器的設計讓人聯想到望遠鏡的杜布森設計，因為它不是依靠精密加工，而是依靠幾何形狀來防止任何擺動或間隙。
克雷福德調焦器在外觀上類似於齒輪和齒條調焦器，但齒條或齒輪上都沒有齒。取而代之的是一個圓形軸被壓在調焦器抽吸管側面的平面上（例如，通過彈簧加載或拇指螺釘擰緊的PTFE塑膠），在軸轉動時僅依靠摩擦力來移動抽吸管。這也將牽引管壓在一組四個滾珠軸承上，牽引管在這些軸承上以最小的摩擦平穩移動。施加在軸上的壓力通常可以調整以實現最平穩的操作，並且可以將牽引管鎖定到位以支撐重型目鏡或照相機。
隨後，克雷福德調焦器概念的變體出現了，例如「螺旋式克雷福德調焦器」，其中吸管壓在四個傾斜的滾珠軸承上，通過旋轉吸管來實現調焦動作。

## 克雷福德調焦器圖集

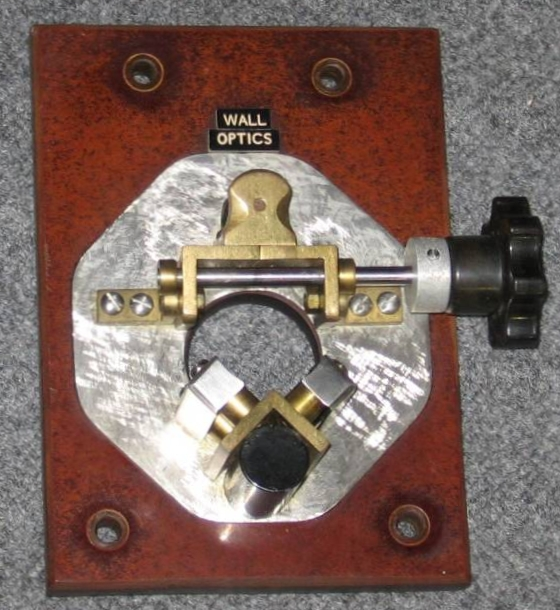
第一臺克雷福德調焦器——機械部件。
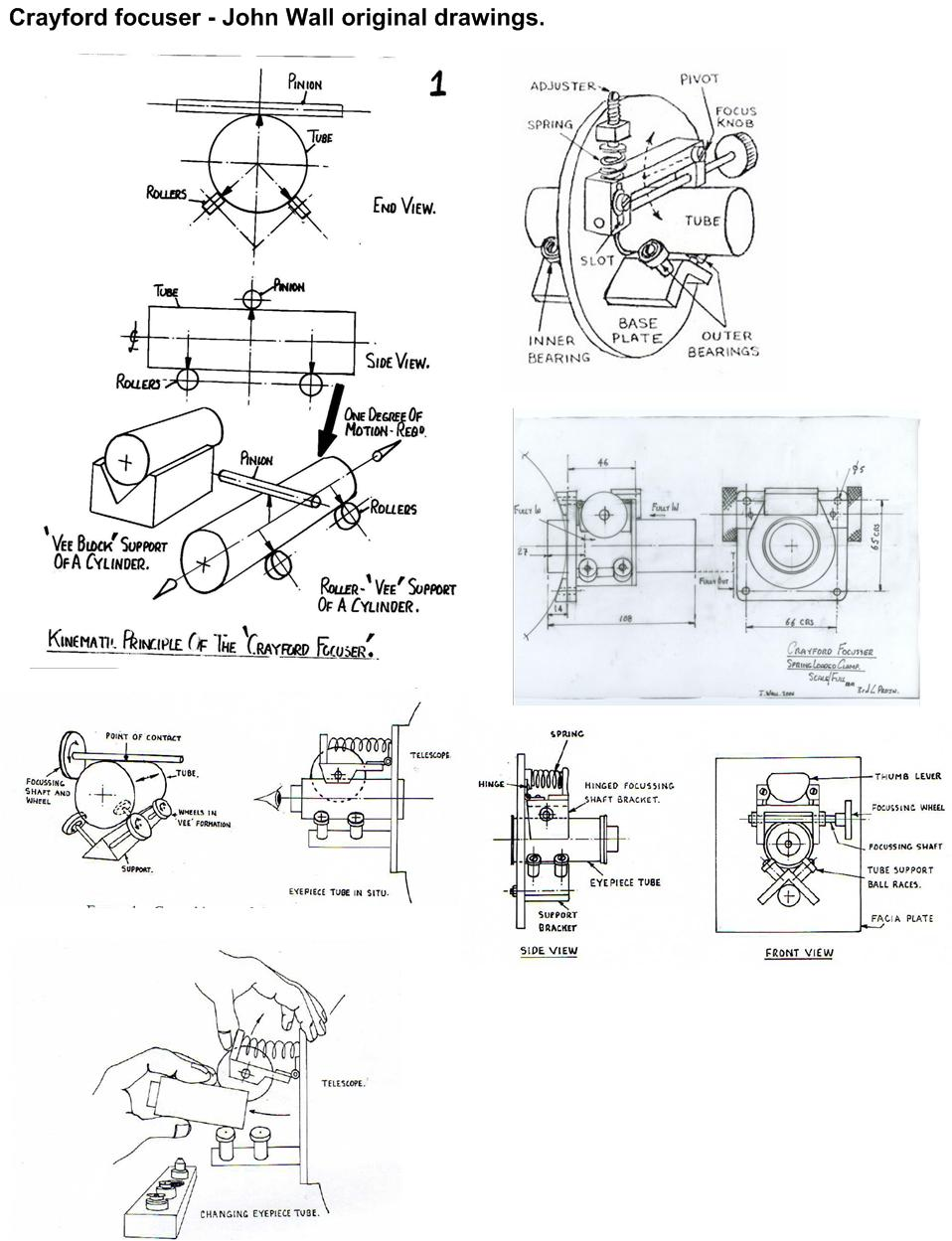
克雷福德調焦器——約翰·沃爾的原始圖紙。
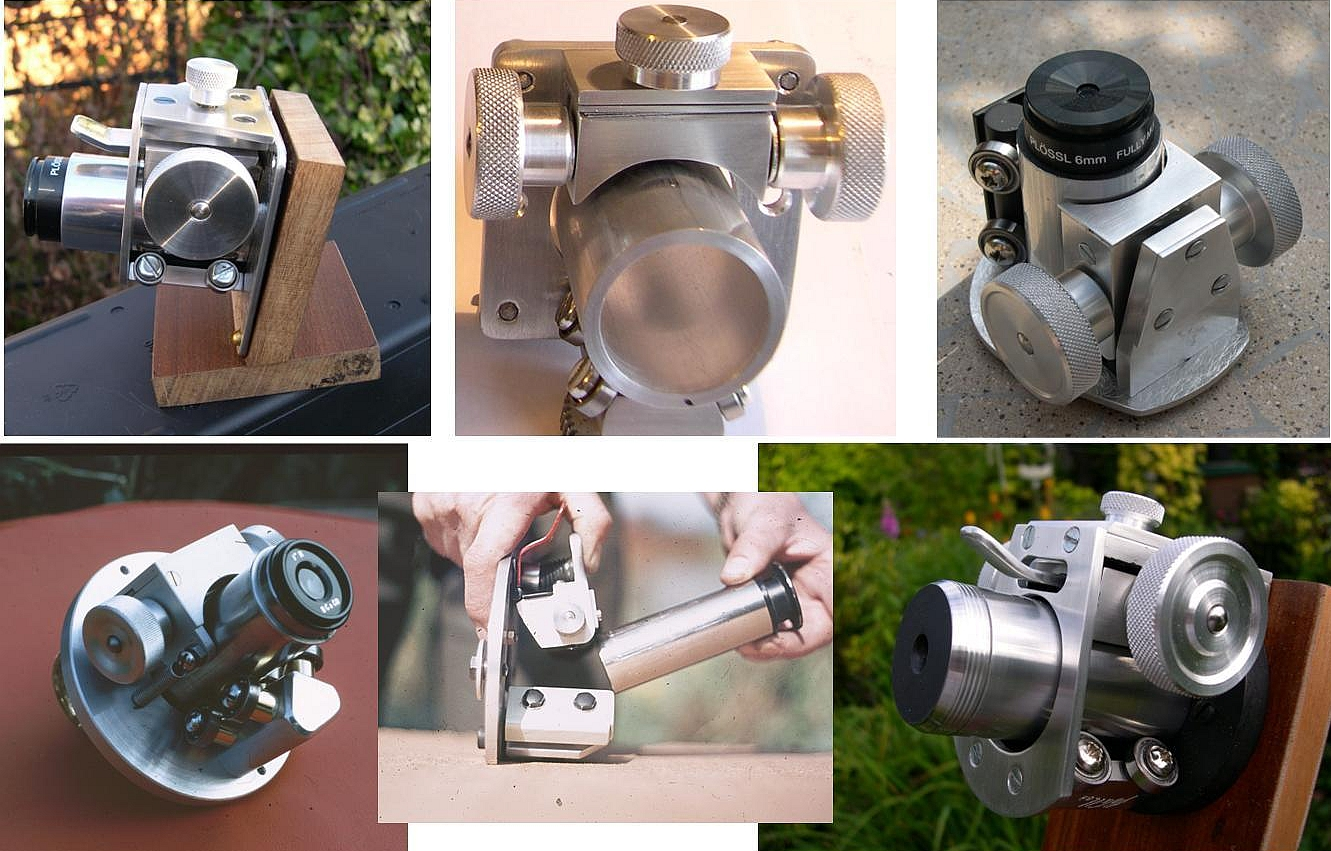
克雷福德調焦器
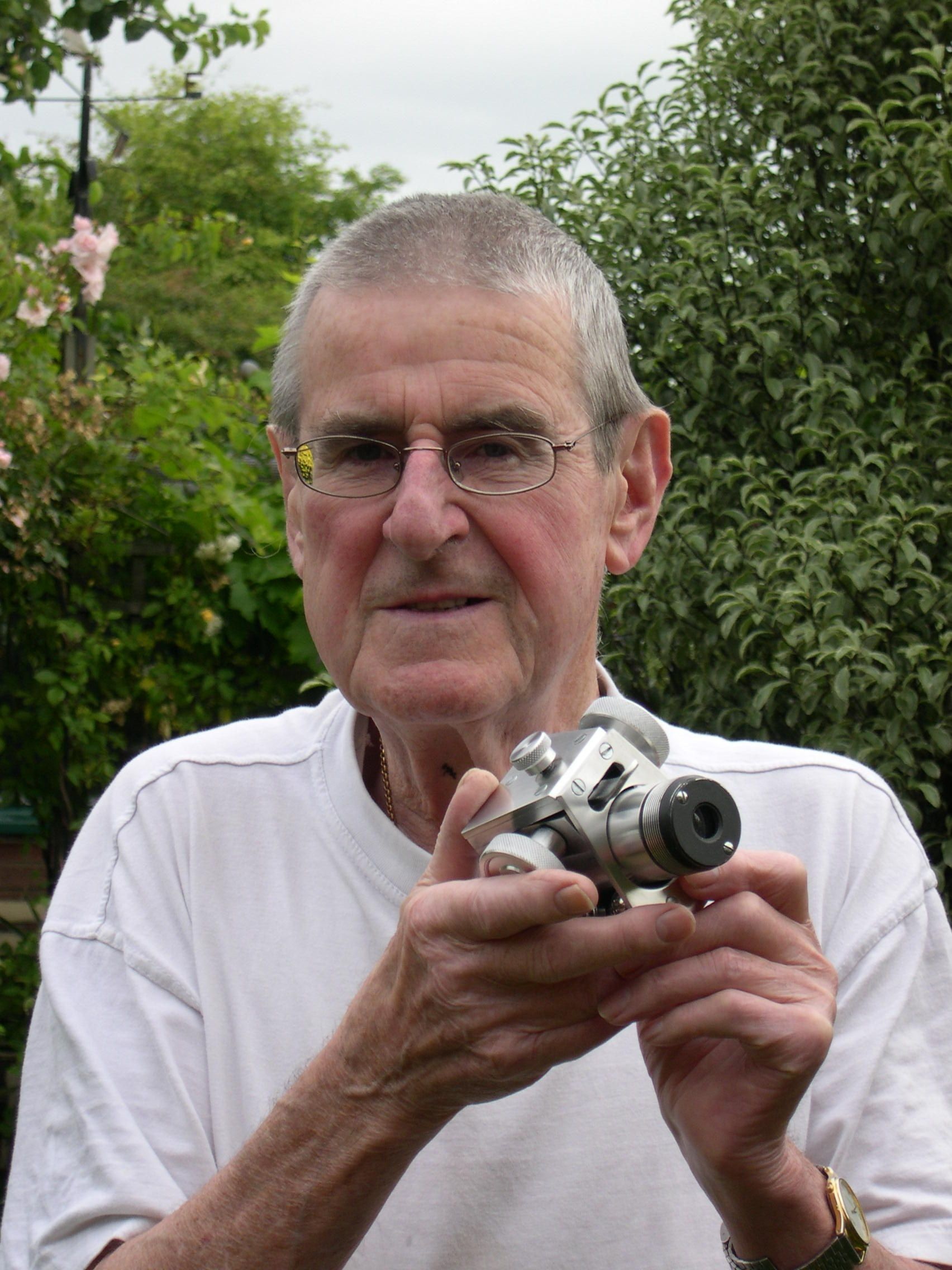
克雷福德調焦器的發明者，約翰·沃爾先生。
商用雙速克雷福德調焦器商用雙速克雷福德調焦器

## 外部連結
- The Crayford eyepiece mounting by John Wall - Journal of the British Astronomical Association, 81 (2), 118, February 1971
- Crayford focusers
- Crayford Manor House Astronomical Society - The home of the original Crayford Focuser
- astronomics.com's description of how the Crayford Focuser works
- Toshimi Taki's description of how to build a cheap Crayford Focuser
- Features of SCT Crayford Focuser